# وريزان (القبيطة)

تعديل مصدري - تعديل

وريزان هي إحدى قرى عزلة الهجر هدلان بمديرية القبيطة التابعة لمحافظة لحج، بلغ تعداد سكانها 464 نسمة حسب تعداد اليمن لعام 2004.